# Temporada 1996-97 de la NBA
La temporada 1996-97 de la NBA fue la quincuagésimo primera en la historia de la liga. La temporada finalizó con Chicago Bulls (quinto de sus seis anillos) como campeones tras ganar a Utah Jazz por 4-2.

## Aspectos destacados
- Chicago Bulls se quedó cerca de completar su segunda temporada consecutiva con 70 victorias, finalizando con 69-13, tercer mejor balance de la historia, superado en la temporada 2015-16 por los Golden State Warriors (73-9). En el último partido de la temporada regular, los Bulls perdieron ante los Knicks por 103-101 con Scottie Pippen fallando el triple que les hubiera dado la victoria número 70. La derrota también les privó a los Bulls de lograr el mejor balance en casa de la historia (40-1), logrado por los Celtics en la temporada 1985-86.
- El All-Star Game de la NBA de 1997 se disputó en el Gund Arena de Cleveland, Ohio, con el Este ganando 132-120 al oeste. Glen Rice fue nombrado MVP del partido, a pesar de que Michael Jordan consiguió el primer y hasta la fecha único triple-doble en la historia de los All-Star Game.
- Philadelphia 76ers jugó su primer partido en el Core States Center' (posteriormente First Union Center y ahora Wachovia Center).
- Debido a las remodelaciones del Oakland Arena, Golden State Warriors tuvo que jugar sus encuentros en el San José Arena (ahora conocido como HP Pavilion at San José, pabellón de San Jose Sharks de la NHL).
- Dennis Rodman fue sancionado con 11 partidos por patear a un camarógrafo en un partido ante Minnesota Timberwolves tras tropezar con él.
- Gracias a un triple en el último segundo de John Stockton ante Houston Rockets en el sexto partido de las Finales de Conferencia, Utah Jazz accedió a sus primeras Finales de la NBA.
- En el cuarto partido de las Semifinales de Conferencia ante los Lakers, Karl Malone de los Jazz anotó los 18 tiros libres que intentó, estableciendo un nuevo récord de más tiros libres conseguidos sin fallo. Posteriormente lo superaría Paul Pierce.
- Tras siete temporadas negativas, Minnesota Timberwolves apareció por primera vez en su historia en playoffs, convirtiéndose en el último equipo en expansión de 1988 y 1989 en hacerlo (los otros son Miami Heat, Orlando Magic y Charlotte Hornets).
- Atlanta Hawks jugó su última temporada en el Omni Coliseum.

## Clasificaciones
| Equipo             | V  | D  | %V   | P  |
| ------------------ | -- | -- | ---- | -- |
| Miami Heat         | 61 | 21 | .744 | -  |
| New York Knicks    | 57 | 25 | .695 | 4  |
| Orlando Magic      | 45 | 37 | .549 | 16 |
| Washington Bullets | 44 | 38 | .537 | 17 |
| New Jersey Nets    | 26 | 56 | .317 | 35 |
| Philadelphia 76ers | 22 | 60 | .268 | 39 |
| Boston Celtics     | 15 | 67 | .183 | 46 |

| Equipo              | V  | D  | %V   | P  |
| ------------------- | -- | -- | ---- | -- |
| Chicago Bulls C     | 69 | 13 | .841 | -  |
| Atlanta Hawks       | 56 | 26 | .683 | 13 |
| Charlotte Hornets   | 54 | 28 | .659 | 15 |
| Detroit Pistons     | 54 | 28 | .659 | 15 |
| Cleveland Cavaliers | 42 | 40 | .512 | 27 |
| Indiana Pacers      | 39 | 43 | .476 | 30 |
| Milwaukee Bucks     | 33 | 49 | .402 | 36 |
| Toronto Raptors     | 30 | 52 | .366 | 39 |

| Equipo                 | V  | D  | %V   | P  |
| ---------------------- | -- | -- | ---- | -- |
| Utah Jazz              | 64 | 18 | .780 | -  |
| Houston Rockets        | 57 | 25 | .695 | 7  |
| Minnesota Timberwolves | 40 | 42 | .488 | 24 |
| Dallas Mavericks       | 24 | 58 | .293 | 40 |
| Denver Nuggets         | 21 | 61 | .256 | 43 |
| San Antonio Spurs      | 20 | 62 | .244 | 44 |
| Vancouver Grizzlies    | 14 | 68 | .171 | 50 |

| Equipo                 | V  | D  | %V   | P  |
| ---------------------- | -- | -- | ---- | -- |
| Seattle SuperSonics    | 57 | 25 | .695 | -  |
| Los Angeles Lakers     | 56 | 26 | .683 | 1  |
| Portland Trail Blazers | 49 | 33 | .598 | 8  |
| Phoenix Suns           | 40 | 42 | .488 | 17 |
| Los Angeles Clippers   | 36 | 46 | .439 | 21 |
| Sacramento Kings       | 34 | 48 | .415 | 23 |
| Golden State Warriors  | 30 | 52 | .366 | 27 |

* V: Victorias
* D: Derrotas
* %V: Porcentaje de victorias
* P: Partidos de diferencia respecto a la primera posición
* C: Campeón

## Playoffs
|  | Primera Ronda     | Primera Ronda | Primera Ronda |   |           | Semifinales de Conferencia | Semifinales de Conferencia | Semifinales de Conferencia |  |    | Finales de Conferencia | Finales de Conferencia | Finales de Conferencia |  |    | Finales de la NBA | Finales de la NBA | Finales de la NBA |
|  |                   |               |               |   |           |                            |                            |                            |  |    |                        |                        |                        |  |    |                   |                   |                   |
|  | E1                | Chicago*      | 3             |   |           |                            |                            |                            |  |    |                        |                        |                        |  |    |                   |                   |                   |
|  | E8                | Washington    | 0             |   |           |                            |                            |                            |  |    |                        |                        |                        |  |    |                   |                   |                   |
|  | E8                | Washington    | 0             |   | E1        | Chicago*                   | 4                          |                            |  |    |                        |                        |                        |  |    |                   |                   |                   |
|  |                   |               |               |   | E1        | Chicago*                   | 4                          |                            |  |    |                        |                        |                        |  |    |                   |                   |                   |
|  |                   | E4            | Atlanta       | 1 |           |                            |                            |                            |  |    |                        |                        |                        |  |    |                   |                   |                   |
|  | E4                | E4            | Atlanta       | 1 | Atlanta   | 3                          |                            |                            |  |    |                        |                        |                        |  |    |                   |                   |                   |
|  | E4                |               |               |   | Atlanta   | 3                          |                            |                            |  |    |                        |                        |                        |  |    |                   |                   |                   |
|  | E5                | Detroit       | 2             |   |           |                            |                            |                            |  |    |                        |                        |                        |  |    |                   |                   |                   |
|  | E5                | Detroit       | 2             |   |           |                            |                            |                            |  | E1 | Chicago*               | 4                      |                        |  |    |                   |                   |                   |
|  | Conferencia Este  |               |               |   |           |                            |                            |                            |  | E1 | Chicago*               | 4                      |                        |  |    |                   |                   |                   |
|  |                   | E2            | Miami*        | 1 |           |                            |                            |                            |  |    |                        |                        |                        |  |    |                   |                   |                   |
|  | E3                | E2            | Miami*        | 1 | New York  | 3                          |                            |                            |  |    |                        |                        |                        |  |    |                   |                   |                   |
|  | E3                |               |               |   | New York  | 3                          |                            |                            |  |    |                        |                        |                        |  |    |                   |                   |                   |
|  | E6                | Charlotte     | 0             |   |           |                            |                            |                            |  |    |                        |                        |                        |  |    |                   |                   |                   |
|  | E6                | Charlotte     | 0             |   | E3        | New York                   | 3                          |                            |  |    |                        |                        |                        |  |    |                   |                   |                   |
|  |                   |               |               |   | E3        | New York                   | 3                          |                            |  |    |                        |                        |                        |  |    |                   |                   |                   |
|  |                   | E2            | Miami*        | 4 |           |                            |                            |                            |  |    |                        |                        |                        |  |    |                   |                   |                   |
|  | E2                | E2            | Miami*        | 4 | Miami*    | 3                          |                            |                            |  |    |                        |                        |                        |  |    |                   |                   |                   |
|  | E2                |               |               |   | Miami*    | 3                          |                            |                            |  |    |                        |                        |                        |  |    |                   |                   |                   |
|  | E7                | Orlando       | 2             |   |           |                            |                            |                            |  |    |                        |                        |                        |  |    |                   |                   |                   |
|  | E7                | Orlando       | 2             |   |           |                            |                            |                            |  |    |                        |                        |                        |  | E1 | Chicago*          | 4                 |                   |
|  |                   |               |               |   |           |                            |                            |                            |  |    |                        |                        |                        |  | E1 | Chicago*          | 4                 |                   |
|  |                   | O1            | Utah*         | 2 |           |                            |                            |                            |  |    |                        |                        |                        |  |    |                   |                   |                   |
|  | O1                | O1            | Utah*         | 2 | Utah*     | 3                          |                            |                            |  |    |                        |                        |                        |  |    |                   |                   |                   |
|  | O1                |               |               |   | Utah*     | 3                          |                            |                            |  |    |                        |                        |                        |  |    |                   |                   |                   |
|  | O8                | LA Clippers   | 0             |   |           |                            |                            |                            |  |    |                        |                        |                        |  |    |                   |                   |                   |
|  | O8                | LA Clippers   | 0             |   | O1        | Utah*                      | 4                          |                            |  |    |                        |                        |                        |  |    |                   |                   |                   |
|  |                   |               |               |   | O1        | Utah*                      | 4                          |                            |  |    |                        |                        |                        |  |    |                   |                   |                   |
|  |                   | O4            | LA Lakers     | 1 |           |                            |                            |                            |  |    |                        |                        |                        |  |    |                   |                   |                   |
|  | O4                | O4            | LA Lakers     | 1 | LA Lakers | 3                          |                            |                            |  |    |                        |                        |                        |  |    |                   |                   |                   |
|  | O4                |               |               |   | LA Lakers | 3                          |                            |                            |  |    |                        |                        |                        |  |    |                   |                   |                   |
|  | O5                | Portland      | 1             |   |           |                            |                            |                            |  |    |                        |                        |                        |  |    |                   |                   |                   |
|  | O5                | Portland      | 1             |   |           |                            |                            |                            |  | O1 | Utah*                  | 4                      |                        |  |    |                   |                   |                   |
|  | Conferencia Oeste |               |               |   |           |                            |                            |                            |  | O1 | Utah*                  | 4                      |                        |  |    |                   |                   |                   |
|  |                   | O3            | Houston       | 2 |           |                            |                            |                            |  |    |                        |                        |                        |  |    |                   |                   |                   |
|  | O3                | O3            | Houston       | 2 | Houston   | 3                          |                            |                            |  |    |                        |                        |                        |  |    |                   |                   |                   |
|  | O3                |               |               |   | Houston   | 3                          |                            |                            |  |    |                        |                        |                        |  |    |                   |                   |                   |
|  | O6                | Minnesota     | 0             |   |           |                            |                            |                            |  |    |                        |                        |                        |  |    |                   |                   |                   |
|  | O6                | Minnesota     | 0             |   | O3        | Houston                    | 4                          |                            |  |    |                        |                        |                        |  |    |                   |                   |                   |
|  |                   |               |               |   | O3        | Houston                    | 4                          |                            |  |    |                        |                        |                        |  |    |                   |                   |                   |
|  |                   | O2            | Seattle*      | 3 |           |                            |                            |                            |  |    |                        |                        |                        |  |    |                   |                   |                   |
|  | O2                | O2            | Seattle*      | 3 | Seattle*  | 3                          |                            |                            |  |    |                        |                        |                        |  |    |                   |                   |                   |
|  | O2                |               |               |   | Seattle*  | 3                          |                            |                            |  |    |                        |                        |                        |  |    |                   |                   |                   |
|  | O7                | Phoenix       | 2             |   |           |                            |                            |                            |  |    |                        |                        |                        |  |    |                   |                   |                   |

## Estadísticas
| Categoría                    | Jugador          | Equipo                | Estadísticas |
| ---------------------------- | ---------------- | --------------------- | ------------ |
| Puntos por partido           | Michael Jordan   | Chicago Bulls         | 29.6         |
| Rebotes por partido          | Dennis Rodman    | Chicago Bulls         | 16.1         |
| Asistencias por partido      | Mark Jackson     | Indiana Pacers        | 11.4         |
| Robos por partido            | Mookie Blaylock  | Atlanta Hawks         | 2.7          |
| Tapones por partido          | Shawn Bradley    | New Jersey Nets       | 3.4          |
| Porcentaje de tiros de campo | Gheorghe Muresan | Washington Bullets    | 60.4         |
| Porcentaje de tiros libres   | Mark Price       | Golden State Warriors | 90.6         |
| Porcentaje de tiros de tres  | Glen Rice        | Charlotte Hornets     | 47.0         |

## Premios
- MVP de la Temporada
  -  Karl Malone (Utah Jazz)
- Rookie del Año
  -  Allen Iverson (Philadelphia 76ers)
- Mejor Defensor
  -  Dikembe Mutombo (Atlanta Hawks)
- Mejor Sexto Hombre
  -  John Starks (New York Knicks)
- Jugador Más Mejorado
  -  Isaac Austin (Miami Heat)
- Entrenador del Año
  -  Pat Riley (Miami Heat)

| - Primer Quinteto de la Temporada - A - Karl Malone, Utah Jazz - A - Grant Hill, Detroit Pistons - P - Hakeem Olajuwon, Houston Rockets - B - Michael Jordan, Chicago Bulls - B - Tim Hardaway, Miami Heat | - Segundo Quinteto de la Temporada - A - Scottie Pippen, Chicago Bulls - A - Glen Rice, Charlotte Hornets - P - Patrick Ewing, New York Knicks - B - Gary Payton, Seattle Supersonics - B - Mitch Richmond, Sacramento Kings | - Tercer Quinteto de la Temporada - A - Anthony Mason, Charlotte Hornets - A - Vin Baker, Milwaukee Bucks - P - Shaquille O'Neal, Los Angeles Lakers - B - John Stockton, Utah Jazz - B - Anfernee Hardaway, Orlando Magic |

| - Primer Quinteto Defensivo - Scottie Pippen, Chicago Bulls - Karl Malone, Utah Jazz - Dikembe Mutombo, Atlanta Hawks - Gary Payton, Seattle SuperSonics - Michael Jordan, Chicago Bulls | - Segundo Quinteto Defensivo - Anthony Mason, Charlotte Hornets - P.J. Brown, Miami Heat - Hakeem Olajuwon, Houston Rockets - Mookie Blaylock, Atlanta Hawks - John Stockton, Utah Jazz |

| - Mejor Quinteto de Rookies - Shareef Abdur-Rahim, Vancouver Grizzlies - Allen Iverson, Philadelphia 76ers - Stephon Marbury, Minnesota Timberwolves - Marcus Camby, Toronto Raptors - Antoine Walker, Boston Celtics | - Segundo Mejor Quinteto de Rookies - Kerry Kittles, New Jersey Nets - Ray Allen, Milwaukee Bucks - Travis Knight, L.A. Lakers - Kobe Bryant, L.A. Lakers - Matt Maloney, Houston Rockets |